# Karin Wallin
Karin Wallin, född 1936 i Finland men sedan länge bosatt i Stockholm, är en finlandssvensk pedagog, konstnär och författare.
Hon verkade för överförandet till Sverige av Reggio Emilia-pedagogiken bland annat genom utgivning av en rad böcker liksom medverkan i vandringsutställningen Mer om hundra språk. Hon har på 2010-talet utgivit böckerna Sidenvägar och Venedig.